# Portobello Film Festival
Il Portobello Film Festival è un festival di cinema indipendente che ha sede a Londra.
Il Portobello Film Festival mostra ogni anno oltre 700 nuovi titoli- lungometraggi, cortometraggi, documentari– inviati da tutto il mondo.
Il Festival fu creato nel 1996.